# Egg (Vorarlberg)
Egg in Vorarlberg is een gemeente in de Oostenrijkse deelstaat Vorarlberg, gelegen in het district Bregenz (B). De gemeente heeft ongeveer 3500 inwoners.
In 1894 vestigde zich in Egg de Brauerei Egg, nu de enige brouwerij in het Bregenzerwald.

## Geografie
Egg heeft een oppervlakte van 65,37 km². Het ligt in het westen van het land en is de grootste en dichtstbevolkte gemeente in het Bregenzerwald. Het centrum van Egg kan alleen maar via bruggen worden bereikt. De rivieren Bregenzerach en Schmittenbach stromen door het dorp, terwijl de Subersach naast het dorp stroomt.

## Cultuur en Bezienswaardigheden
- De Parochiekerk Hl. Nikolaus is een van de oudste kerkgebouwen in het Bregenzerwald. Van de kerk wordt in een oorkonde voor het eerst melding gemaakt in 1275.
- De Parochiekerk Hl. Josef (Großdorf) werd in de jaren 1760-1762 door Kaspar Waldner ontworpen en in 1770 gewijd.
- Het Egg Museum is een streekmuseum dat in 1904 werd gesticht.
- De houten Gschwendtobel-brug tussen Lingenau en Egg over de rivier Subersach werd in 1834 door Alois Negrelli (die aan de Suezkanaal meewerkte) geconstrueerd. Gezien haar leeftijd wordt de brug als meesterwerk van de ingenieurs- en timmermanskunst geacht. Zij staat op de monumentenlijst.
- De hangbrug tussen Lingenau en Egg (over de rivier Subersach) is een voetbrug van draad en werd in 1901 geconstrueerd. De brug heeft een lengte van 57 m en wordt vandaag alleen maar door wandelaars gebruikt.[1]
- De Bregenzerwald Umgang (Bregenzerwald wandeling) toont de vormgeving van 12 dorpen, waaronder Egg, in het Bregenzerwald. Aan de hand van het landschap, openbare gebouwen, huizen en alledaagse objecten worden wandelaars geïnformeerd over de typische Bregenzerwälder architectuurstijl door de eeuwen heen.[2]

## Weblink
- Statistiek Egg

## Fotogalerij

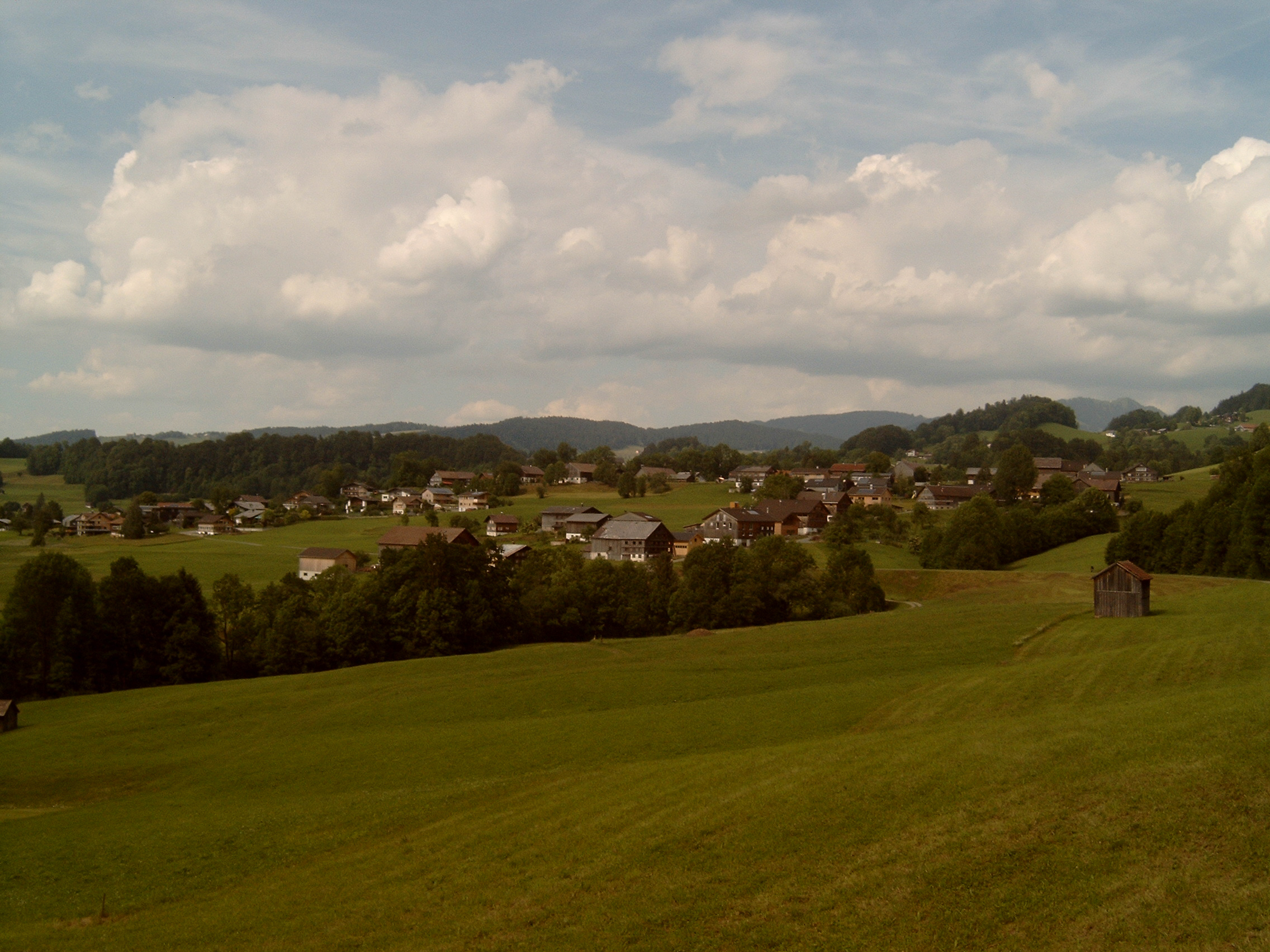
Egg, zicht op het dorp
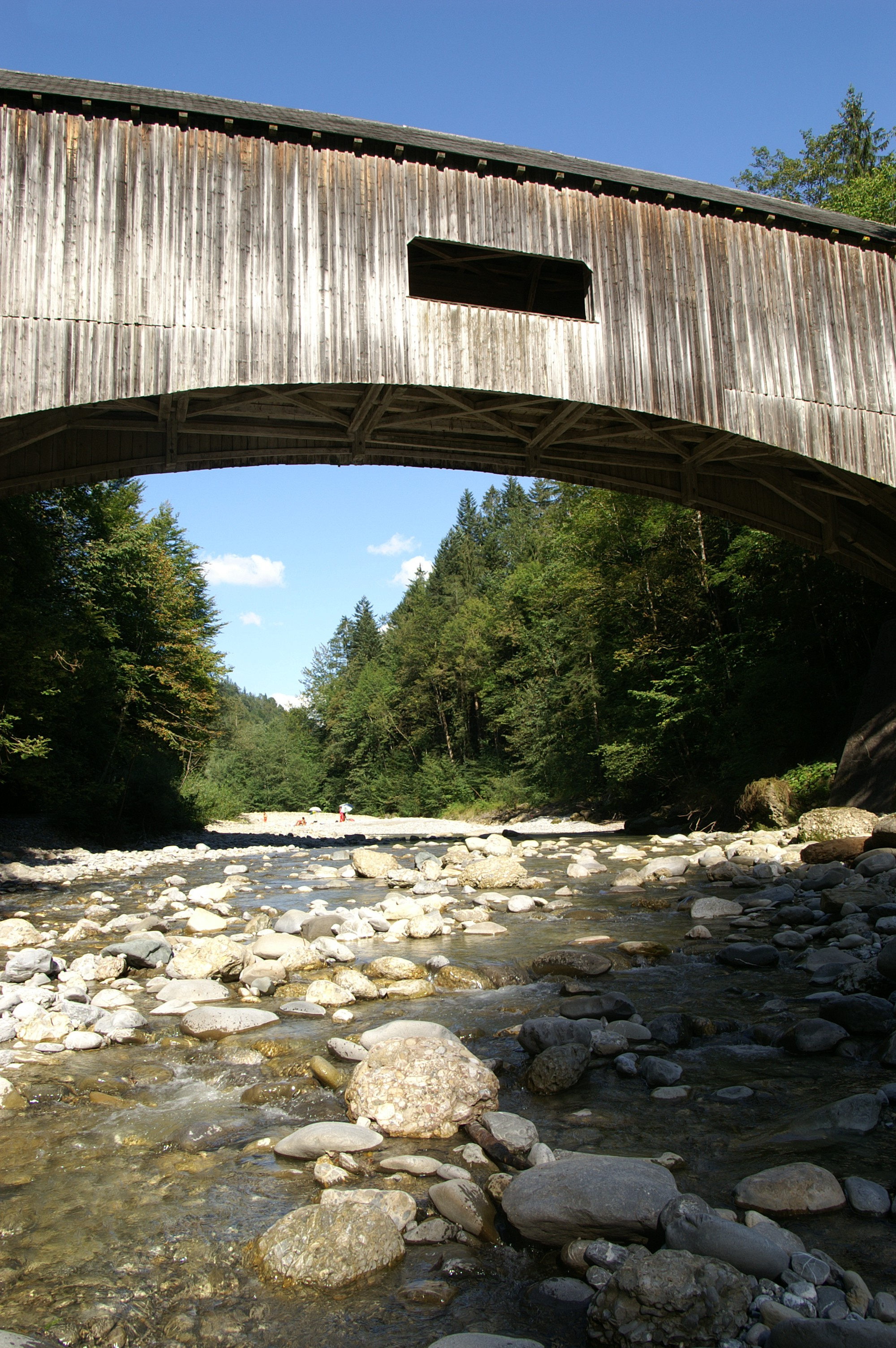
Gschwendtobel-brug
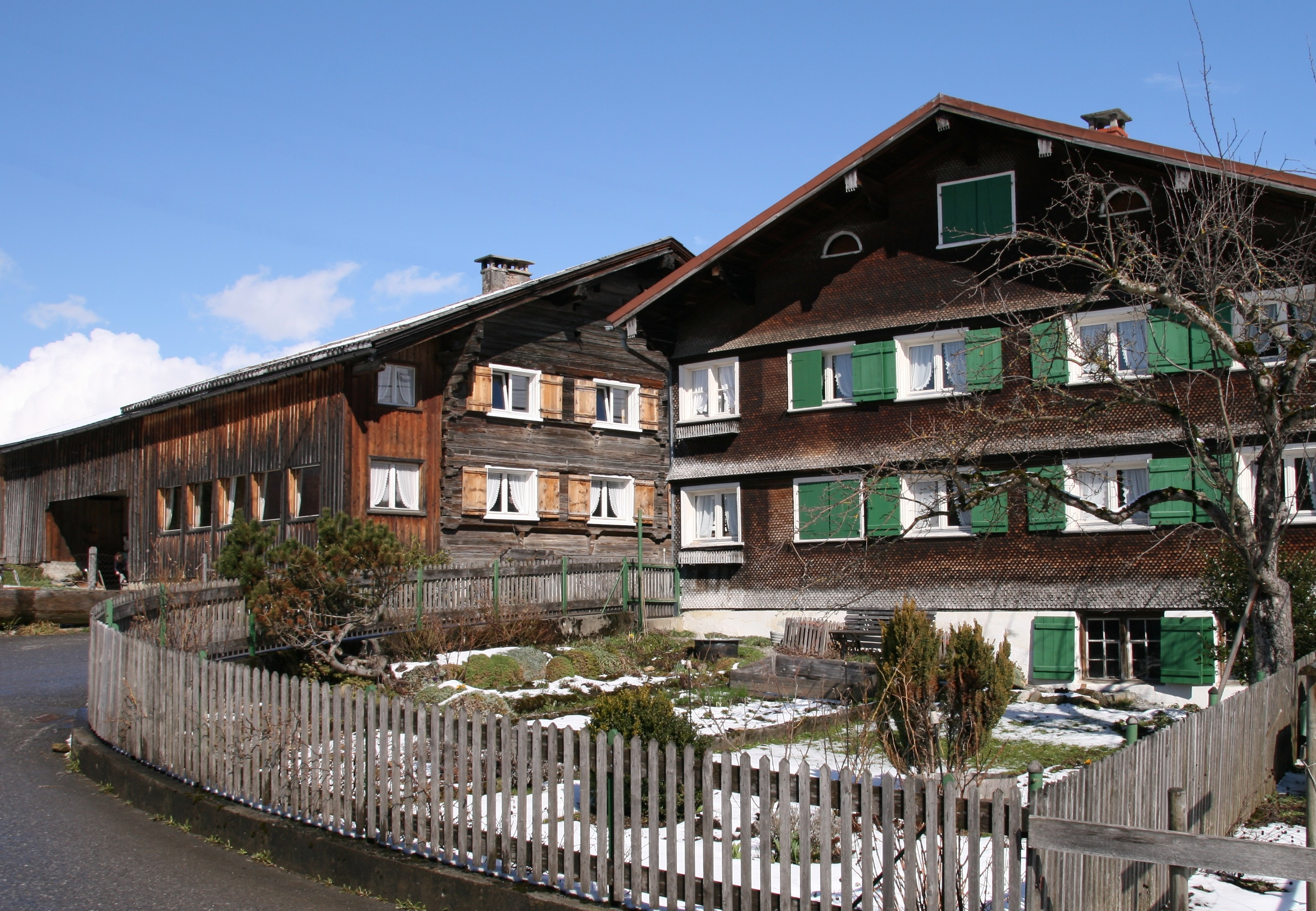
Typisch Bregenzerwälder huis in Egg

Alberschwende · Andelsbuch · Au · Bezau · Bildstein · Bizau · Bregenz (stad) · Buch · Damüls · Doren · Egg · Eichenberg · Fußach · Gaißau · Hard · Hittisau · Höchst · Hohenweiler · Hörbranz · Kennelbach · Krumbach · Langen bei Bregenz · Langenegg · Lauterach · Lingenau · Lochau · Mellau · Mittelberg · Möggers · Reuthe · Riefensberg · Schnepfau · Schoppernau · Schröcken · Schwarzach · Schwarzenberg · Sibratsgfäll · Sulzberg · Warth · Wolfurt
- Gemeinsame Normdatei: 4432157-0
- Virtual International Authority File: 150892551